# Dolný vrch
Planina Dolný vrch je krajinný podcelek Slovenského krasu ležící jeho v východní části. Má délku přibližně 17 km. Po její délce probíhá slovensko-maďarská hranice. Na slovenské straně vyplňuje většinu planiny Národní park Slovenský kras, na maďarské straně většinu zaujímá Národní park Aggtelek.

## Poloha
Planina na západě začíná mezi Bukovských vrchem a Nižných vrchem nad Silickou Jablonickou, příkré severní svahy, s převýšením 200 až 400 m, padají k říčce Turňa a do Turnianské kotliny, východní okraj tvoří úzký cíp, který končí v údolí soutokem Turňy a Bodvy. Bodva tvoří celou jižní hranici Dolného vrchu, která leží celá na maďarské straně. Svahy jsou na jižní straně mírnější, rozčleněné jednotlivými údolími. Planina má největší šířku 3,5 km, v nejužším místě, na východě, jen úzká jen 300 m.

## Geomorfologie
Nejvyšší body planiny jsou ve střední části - Pavlovský vrch (611 m n. m.) a Žmaň 579 ( m n. m.) - oba na slovenské části, na maďarské straně Holý vrch (555 m n. m.). Na planině je cca 200 závrtů, řada škrapů, propadlin a propastí, krasových dutin. Méně je tu ponorů, vyvěraček a horizontálních jeskyní. Nejhlubší propastí slovenské části je Natrhnutá priepasť s hloubkou 112 metrů, dále pak Hlinoš s hloubkou 110 m. Na maďarské straně je to propast Vecsem-bükki-zsomboly hluboká 236 m. Celkem je na Dolnom vrchu zdokumentováno více než 200 krasových jevů (propastí, jeskyní a propadlin). Na této krasové planině provádí podrobný speleologický průzkum nejvíce Česká speleologická společnost, ZO 1-11 Barrandien.